# Martim Gil de Sousa, 2.º conde de Barcelos
Martim Gil de Sousa (1280 – 23 de novembro de 1312), foi 2.º conde de Barcelos de 1312 até a sua morte. Era o filho de Martim Gil de Riba de Vizela e sua esposa Milia Fernandes de Castro.

## Biografia
Foi Alferes-mor no reinado de D. Dinis I de Portugal.

## Matrimónio e descendência
| Casamento com Violante Sanches de Meneses, filha de João Afonso Teles de Meneses | Casamento com Violante Sanches de Meneses, filha de João Afonso Teles de Meneses | Casamento com Violante Sanches de Meneses, filha de João Afonso Teles de Meneses |
| Sem geração                                                                      | Sem geração                                                                      | Sem geração                                                                      |
| -------------------------------------------------------------------------------- | -------------------------------------------------------------------------------- | -------------------------------------------------------------------------------- |

1. ↑  Braamcamp Freire, Anselmo (1921). Brasões da Sala de Sintra. Robarts - University of Toronto. [S.l.]: Coimbra : Imprensa da Universidade
2. ↑  Braamcamp Freire, Anselmo (1921). Brasões da Sala de Sintra. Robarts - University of Toronto. [S.l.]: Coimbra : Imprensa da Universidade